# Vîșnivka, Kompaniivka
Vîșnivka (în ucraineană Вишнівка) este un sat în comuna Perșotravenka din raionul Kompaniivka, regiunea Kirovohrad, Ucraina.

## Demografie
Componența lingvistică a localității Vîșnivka
     Ucraineană (96,52%)
     Rusă (2,61%)
Conform recensământului din 2001, majoritatea populației localității Vîșnivka era vorbitoare de ucraineană (96,52%), existând în minoritate și vorbitori de rusă (2,61%).